# デイヴィッド・グラス (社会学者)

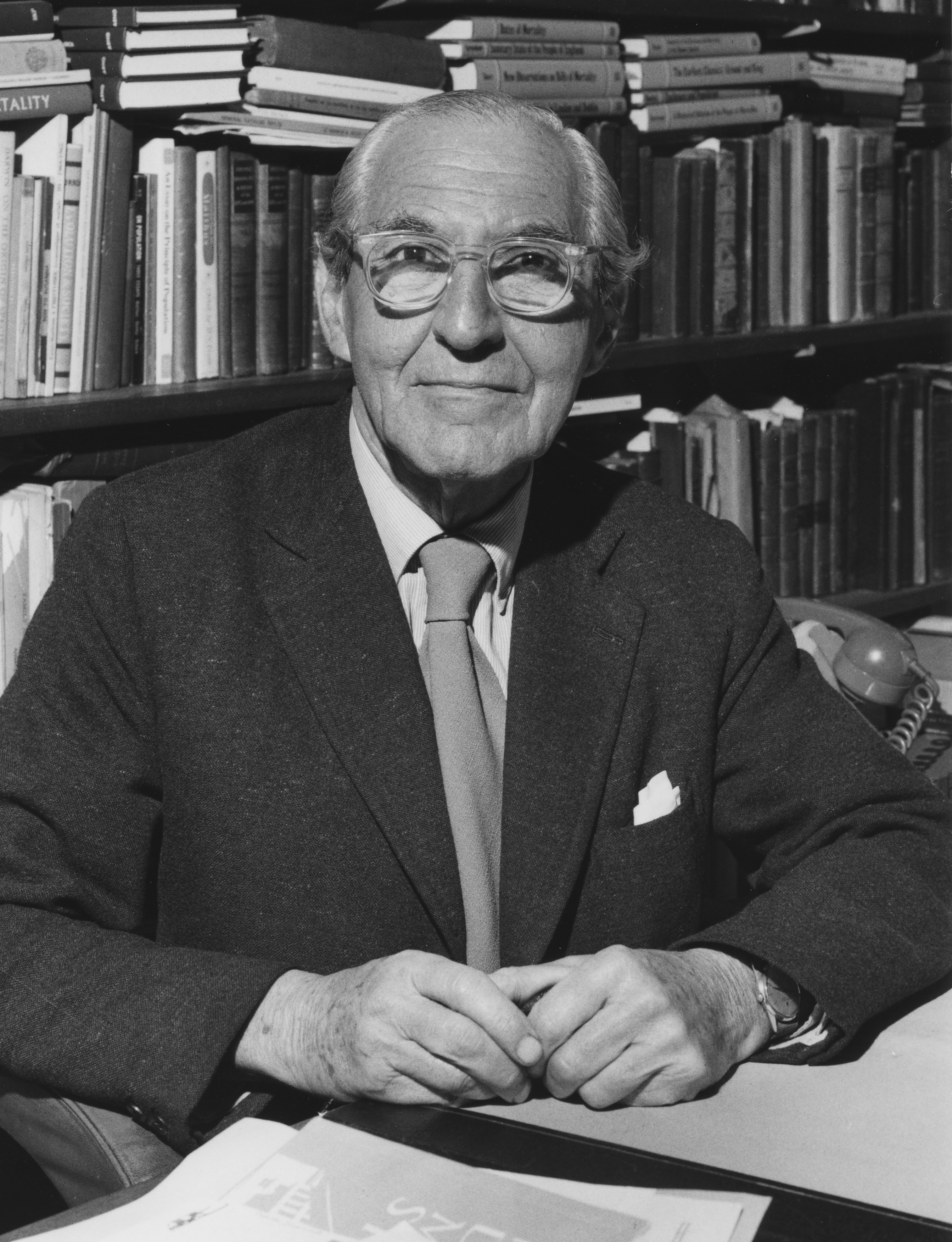
デイヴィッド・グラス

デイヴィッド・ビクター・グラス FRS FBA（David Victor Glass、1911年1月2日 - 1978年9月23日）は、イギリスの社会学者、統計学者。英国学士院会員、王立協会会員。ロンドン・スクール・オブ・エコノミクス社会学教授（1948年 - 1978年）。

## 生涯
ロンドン・イーストエンド生まれ。仕立て屋の息子として生まれ、公立小学校、レインズ・グラマースクールを経て、1931年にロンドン・スクール・オブ・エコノミクス（LSE）で学位を取得。
1932年、ウィリアム・ベヴァリッジ、アーサー・ボウリーの研究助手（- 1940年）。1935年、LSE社会生物学科のランスロット・ホグベンの研究助手。この時、R. R. Kuczynskiと接触した。1937年にホグベンが去って社会生物学科が閉鎖された後は、人口調査委員会（Population Investigation Committee、PIC）の設立に大きく関わった。
1948年には教授となり、1961年から1978年まではLSEでマーティン・ホワイト社会学教授を務めた。グラスの後任はドナルド・ガン・マクレー。
彼は1978年に冠動脈血栓症で亡くなり、都市社会学者である妻のルース・グラスに看取られた。